# Egon Köhnen
Egon Köhnen (født 24. november 1947) er en tysk tidligere fodboldspiller (forsvarer).
Köhnen spillede 15 sæsoner hos Fortuna Düsseldorf. Han spillede 272 Bundesliga-kampe for klubben og var med til at vinde DFB-Pokalen med klubben to gange, i 1979 og 1980. Han sluttede karrieren af med en sæson hos Bayer Uerdingen.

## Titler
DFB-Pokal
- 1979 og 1980 med Fortuna Düsseldorf